# Веснин, Леонид Александрович
Леони́д Алекса́ндрович Весни́н (28 ноября (10 декабря) 1880, Нижний Новгород — 8 октября 1933, Москва) — русский и советский архитектор и преподаватель, один из братьев Весниных.

## Биография
Леонид Александрович Веснин родился 28 ноября (10 декабря) 1880 года в купеческой семье в Нижнем Новгороде. Леонид был старшим из трёх братьев: Виктор родился 28 марта 1882 года, Александр — 16 мая 1883 года. Детство братьев прошло в принадлежавшей их матери небольшой усадьбе на берегу Волги на окраине города Юрьевца. С раннего возраста родители поощряли интерес сыновей к изобразительному искусству, который перерос в увлечение архитектурой.
В 1899 году окончил Московскую практическую академию коммерческих наук и в 1900 году поступил на архитектурное отделение Петербургского института гражданских инженеров (ПИГИ) в класс профессора Л. Н. Бенуа. По примеру Леонида в 1901 году в ПИГИ поступили и младшие братья. В столице братья жили вместе, одновременно с учёбой продолжая заниматься рисунком и живописью в студии художника Я. Ф. Ционглинского. Отец Весниных к тому времени разорился и заботу о младших братьях взял на себя Леонид; Виктор и Александр сохранили почтительное отношение к Леониду до конца его жизни. В годы первой русской революции Веснины принимали участие в забастовках и демонстрациях, работали в политическом Красном Кресте, студенческом старостате. После закрытия ПИГИ как очага студенческого революционного движения, а также в связи с трудным материальным положением отца архитекторов, Леонид вместе с братьями прервал обучение и переехал в Москву, где начал работать в архитектурных мастерских известных зодчих — И. А. Иванова-Шица, Р. И. Клейна, П. П. Висьневского, Н. П. Милюкова и других. В Москве Леонид вместе с братьями также продолжил заниматься рисунком вначале у художника К. Ф. Юона, а затем в организованной на своей квартире студии вместе с братьями и В. Е. Татлиным. По приглашению А. В. Щусева Леонид вёл реставрацию Васильевской церкви в Овруче. В 1909 году Л. А. Веснин окончил архитектурное отделение Высшее художественное училище при Императорской Академии художеств со званием архитектора-художника. После получения диплома Веснин приступил к выполнению первого самостоятельного заказа на строительство загородного дома В. А. Носенкова в подмосковном Иванькове.
С самого начала творческого пути братья Веснины начали работать над проектами совместно. Как отмечает исследователь советского авангарда С. О. Хан-Магомедов, определить долю участия каждого из братьев в их совместных проектах чрезвычайно сложно. Однако, «Особенно чётко в коллективных работах Весниных выделялись амплуа Леонида и Александра…<…> Леонид Александрович был непревзойдённым мастером проработки планов, скрупулёзного учёта требований программы и тщательного подхода к функциональной стороне проекта…».
В начале 1910-х годов Леонид вместе с братьями принимал участие в многочисленных конкурсах, проводимых Московским архитектурным обществом (МАО). Определённую известность Весниным принесло участие в конкурсах на проект здания Московского училища живописи, ваяния и зодчества (первая премия) и дома МАО. В 1913—1916 годах братьями была осуществлена первая крупная самостоятельная работа — дом-особняк Д. В. Сироткина в Нижнем Новгороде, выполненный в духе русского классицизма. В дореволюционный период Веснины работали в основном в Москве. Среди московских работ братьев Весниных дореволюционного периода исследователи их творчества выделяют доходный дом Н. Е. Кузнецова на Мясницкой улице (1910), фасад Главного почтамта на той же улице (1911), здание банка и торгового дома Юнкера на Кузнецком Мосту (1913, совместно с В. И. Ерамишанцевым), дом-особняк Арацкого на проспекте Мира (1913), скаковые конюшни и жокей-клуб при Московском ипподроме (1914) и ряд других проектов и построек. В годы первой мировой войны Леонид, а затем и Александр были призваны в действующую армию, тогда как Виктор продолжил архитектурную практику.
Исследователь творчества Весниных А. Г. Чиняков отводит одно из главных мест в наследии архитекторов дореволюционного периода неосуществлённому проекту универсального магазина акционерного общества «Динамо», строительство которого планировалось на Лубянской площади. Проект был выполнен братьями в 1916—1917 годах с активным использованием возможностей, которые давало применение при строительстве железобетонных конструкций: архитекторы отказались от наружных несущих стен и применили в оформлении фасада большие плоскости остекления. По мнению Чинякова, в этом проекте Веснины создали новый архитектурный образ универсального магазина, используемый в различных вариантах вплоть до сегодняшних дней.
В 1918—1919 годах Леонид Веснин работал в Строительном совете при Управлении Главного торфяного комитета ВСНХ (Главторф) и в Архитектурной мастерской Строительного отдела Моссовета — первой государственной архитектурной артели советского времени. В 1921—1923 годах под руководством А. В. Щусева занимался в научном совете «Новая Москва» вопросами планировки Москвы и отдельных районов города. В 1923 году был избран действительным членом Российской Академии художественных наук (РАХН). В 1924 году возглавил проектное бюро общества «Стандарт» вместо скончавшегося Р. И. Клейна.
Объединение творческих сил братьев впервые после революции произошло при разработке ими в 1922 году конкурсного проекта Дворца труда. Проект стал для Весниных программным и, несмотря на то, что получил лишь третью премию, во многом определил развитие советской архитектуры и фактически стал декларацией её нового направления — конструктивизма. В этом и последующих «конструктивистских» проектах Веснины уделяли особое внимание выразительности объёмно-пространственной композиции и архитектурно-художественному образу сооружения.

Надгробие Весниных на Новодевичьем кладбище (архитектор А. Веснин)

В 1920-х — начале 1930-х годов Л. А. Веснин с братьями участвовал в многочисленных проектах, многие из которых, по мнению доктора архитектуры М. И. Астафьевой-Длугач, вошли в золотой фонд советской архитектуры. Среди этих проектов — здание московской конторы газеты «Ленинградская правда» на Страстном бульваре, дома акционерного общества «Аркос», Народного дома в Иванове (1924), Центрального телеграфа (1925), Библиотеки имени В. И. Ленина (1928), Музыкального театра массового действа в Харькове (1930) и ряд других. В это десятилетие по проектам братьев были построены здание Ивсельбанка в Иванове (1928), санаторий «Горный воздух» в Мацесте (1928), рабочие клубы на бакинских нефтяных промыслах (1926—1929), универсальный магазин на Красной Пресне в Москве (1927—1929), ДнепроГЭС (1929), театр массового музыкального действа в Харькове (1930) и Дворец культуры пролетарского района в Москве (1931).
В 1927 году Л. А. Веснин состоял в комиссии по жилищному строительству Государственного научно-экспериментального института гражданских, промышленных и инженерных сооружений ВСНХ СССР.
В 1931 году на созванном президиумом Моссовета общемосковском собрании архитекторов был избран в Архитектурный совет Москвы, перед которым была поставлена задача проработки вопроса реконструкции центра города. В конце 1920-х годов работал консультантом товарищества «Техбетон».
Преподавал во ВХУТЕМАСе, Московском высшем техническом училище (1923—1931) и Московском архитектурном институте (1932—1933). Скончался в Москве 8 октября 1933 года. Похоронен на Новодевичьем кладбище, позднее там же похоронены Виктор и Александр (памятник-надгробие выполнен по проекту А. А. Веснина). В память о Л. А. Веснине в 1933 году Денежный переулок в Москве переименовали в улицу Веснина; в 1994 году переулку возвращено исторической название.

## Индивидуальные проекты и постройки
- 1910 — участие в постройке дома Грибова по проекту Б. М. Великовского, при участии А. Н. Милюкова, Москва, Хлебный переулок, 15[сн 1];
- 1910—1911 — дача В. А. Носенкова в Иваньково, совместно с В. А. Симовым.
- 1918 — планировка и застройка посёлка для рабочих Шатурских торфяных разработок;
- 1919 — комплекс сооружений Шатурской районной электростанции;
- 1919—1921 — амбулатория и аптека посёлка Каширской электростанции[27];
- 1921 — планировка и застройка рабочего посёлка при Московском паровозостроительном заводе;
- 1921 — конкурсные проекты показательных квартир для рабочих Рогожско-Симоновского района Москвы;
- 1921 — проекты посёлка Кизеловской электростанции, совместно с Д. П. Осиповым[27];
- 1922 — планировка района Ленинской слободы в Москве;
- 1922 — планировка и застройка рабочего посёлка при Паровозостроительном заводе в Подольске;
- 1924—1925 — застройка Первого Рабочего поселка в Иваново-Вознесенске (руководитель проектного бюро)[29];
- 1927—1928 — клуб текстильщиков (типовой проект А; Москва, Сельскохозяйственная улица, 24)[30];
- 1927—1929 — клуб фабрики имени Петра Алексеева[31]. (типовой проект А; Москва, Михалковская ул, дом 36, кор. 1);
- конец 1920-х — клуб фабрики «Пролетарий»[31] (типовой проект А; посёлок Пролетарский Московской области);
- конец 1920-х — клуб Саввинской фабрики[31] (типовой проект А; около ст. Железнодорожная в Балашихе).

### Сноски
1. ↑  Здесь и далее приведены самостоятельные проекты и постройки Л. А. Веснина по А. Г. Чинякову[28] с необходимыми дополнениями и уточнениями. Совместные проекты Л. А. Веснина с В. А. и А. А. Весниными см.: Братья Веснины.